# Gasteracantha beccarii
Gasteracantha beccarii là một loài nhện trong họ Araneidae.
Loài này thuộc chi Gasteracantha. Gasteracantha beccarii được Tord Tamerlan Teodor Thorell miêu tả năm 1877.